# Jean-Claude Baende
 (septembre 2020).
Si vous disposez d'ouvrages ou d'articles de référence ou si vous connaissez des sites web de qualité traitant du thème abordé ici, merci de compléter l'article en donnant les références utiles à sa vérifiabilité et en les liant à la section « Notes et références ».
Jean-Claude Baende, né le 24 mai 1963 à Basankusu est un homme politique du Congo-Kinshasa. Il est depuis 2006, député provincial de la ville de Mbandaka, et député national de Mbandaka (province de l'Équateur) depuis 2011. Il est Ancien gouverneur de la province de l'Équateur  en République démocratique du Congo (RDC). Ancien prêtre catholique, il est le président national du parti Alliance des démocrates humanistes (ADH) et a été candidat à l’élection présidentielle de 2023,.

## Biographie

### Formation et parcours religieux
Jean-Claude Baende effectue ses études primaires et secondaires dans des écoles missionnaires catholiques dans la province de l'Équateur à Gemena, où il découvre sa vocation sacerdotale  et ensuite à Mbandaka, où il obtient le diplôme d'État après 6 années d'études secondaires en 1982 en section commerciale et administrative. Entre 1982 et 1990, il suit une formation en philosophie et en théologie dans les séminaires catholiques de la RDC. Il est ordonné prêtre en 1990 pour l’archidiocèse de Mbandaka-Bikoro par Mgr Frédéric Etsou, futur cardinal de Kinshasa.
Il exerce successivement les fonctions de vicaire et curé de paroisses en République démocratique du Congo et en Belgique, jusqu’en 2001. Sur le plan académique, il est diplômé en théologie, licencié en sciences du travail à l’Université libre de Bruxelles (ULB), et titulaire d’un diplôme d’études spécialisées en gestion des ressources humaines (3e cycle ULB).
De 1985 à 1988, il est envoyé au Séminaire universitaire de Kinshasa pour des études de théologie, où il obtient le diplôme de gradué en théologie. De 1988 à 1990, il effectue son stage diaconal dans le diocèse de Lisala et à Mbandaka.
Après ce stage, il est ordonné prêtre de l'archidiocèse de Mbandaka-Bikoro par le cardinal Frédéric Etsou le 4 novembre 1990[réf. souhaitée]. 
Après quelques années de travail comme responsable de la procure d'accueil de Mbandaka et curé des paroisses, son évêque l'envoie en Belgique pour poursuivre ses études universitaires à l'Université libre de Bruxelles (ULB) entre les années 1994 à 2000. À l'issue de ces études, il obtient une licence en sciences du travail et un diplôme d'études spécialisées (DES) en gestion des ressources humaines[réf. souhaitée]. 
Après ses études universitaires, il décide de quitter la vie sacerdotale en janvier 2001 pour démarrer une vie de famille ainsi qu'une carrière politique.

## Carrière politique
Après avoir quitté la prêtrise, Jean-Claude Baende se lance en politique. Il est élu député provincial puis député national. Il est ensuite nommé vice-gouverneur, puis gouverneur de la province de l’Équateur. Son mandat est marqué par diverses actions en faveur du développement local et de la cohésion communautaire dans cette région.
En 2005, Jean-Claude Baende crée son propre parti politique, l'Alliance des démocrates humanistes (ADH).[réf. souhaitée]
Lors des premières élections démocratiques organisées dans le pays en 2006, il est élu député provincial de la ville de Mbandaka, capitale de la province de l'Équateur. En 2007, sur la liste électorale de l'opposition au pouvoir de Kinshasa, il est élu vice-gouverneur de la province de l'Équateur, fonction qu'il occupe jusqu'en janvier 2009. Après le départ du gouverneur Makila Sumanda, il est choisi par le camp de la majorité présidentielle pour être le candidat du pouvoir aux prochaines élections, après avoir été gouverneur par intérim pendant plus ou moins une année. 
En novembre 2009, il est finalement élu gouverneur de la province de l'Équateur. Il transforme la vie politique de l'Équateur en faveur de la majorité présidentielle du président Joseph Kabila[réf. souhaitée], alors que la province était majoritairement dans l'opposition après les élections de 2006.
Lors des élections de novembre 2011, il est élu député national pour la circonscription électorale de la ville de Mbandaka, mandat qu'il n'exerce finalement pas à la demande du Président de la République, qui l'invite à continuer son travail de gouverneur.[réf. souhaitée]
En mars 2013, il est révoqué de ses fonctions de gouverneur par le président. Il se porte à nouveau candidat à ce poste lors des élections de 2016 pour le compte de la majorité présidentielle, mais ne sera pas réélu. Il se présente une nouvelle fois en 2019, mais retire sa candidature afin de dénoncer la corruption au sein de la province.
Jean-Claude Baende est candidat à l'élection présidentielle prévue pour 2023. Il obtient 0,14 % des voix.
Il est élu rapporteur adjoint de la chambre haute du parlement  pour le compte de l'opposition.
Le 8 octobre 2023, il dépose officiellement sa candidature à l’élection présidentielle auprès de la Commission électorale nationale indépendante (CENI), devenant l’un des premiers postulants enregistrés. À cette occasion, il met en avant sa connaissance du terrain, acquise notamment lors de son passage à la tête de la province de l’Équateur, et plaide pour un programme fondé sur « la paix et le pain », en allusion aux priorités qu’il identifie pour le pays : la sécurité nationale et l’amélioration des conditions de vie,.
Il  a été aussi élu à trois reprises député national et provincial dans la circonscription de Mbandaka (en 2011, 2018 et 2023), un fait qui illustre son enracinement politique et la confiance renouvelée des électeurs à son égard. Ce double mandat, obtenu simultanément à plusieurs scrutins, témoigne de son influence constante dans le paysage politique de l’Équateur.

## Engagement humanitaire et social
Jean-Claude Baende est souvent décrit comme un homme politique proche du peuple. Il est réputé pour sa disponibilité à l’écoute des préoccupations de la population de l’Équateur, ainsi que pour ses efforts à y apporter des solutions concrètes. Son action s’étend à divers domaines touchant la vie quotidienne, notamment les infrastructures, l’accès aux services de base, et l'amélioration des conditions de vie.
Son engagement est également souligné dans les campagnes de solidarité menées dans plusieurs zones rurales et urbaines, où il intervient dans des projets de développement communautaire.